# Cercle d'études architecturales
Pour les articles homonymes, voir CEA.
Le Cercle d'études architecturales (CEA) est une institution créée à Paris en 1951 par un groupe d'architectes français de premier plan (Auguste Perret, Pierre Sonrel, Eugène Beaudouin et Bernard Zehrfuss). Parmi ses membres se trouvaient Le Corbusier et Jean Prouvé. Il a été surnommé le « contre-ordre » des architectes. Il fonctionne comme une académie où les membres sont cooptés mais admet également certaines personnalités qui ne sont pas architectes.
Le cercle se propose notamment de réfléchir sur la profession d'architecte et son enseignement, sur la protection du paysage, et sur la recherche du progrès et de la productivité dans l'industrie du bâtiment.
Il décerne un prix annuel en reconnaissance d'une figure de l'architecture internationale, qui a notamment été attribué en 1953 à l’ingénieur André Coyne pour l'ensemble de son œuvre , à Georges-Henri Pingusson en 1954, à Adriano Olivetti en 1956, Michel Ecochard en 1964 et l'Atelier de Montrouge, l’agence Salier, Courtois, Lajus, Sadirac, et l’Atelier d’urbanisme et d’architecture (AUA) en 1965.
Dans les années 1960, le Cercle débat et prend position sur des problématiques parisiennes (Les Halles) et franciliennes, notamment le projet de « Paris-Parallèle », projet collectif d’urbanisme pour un nouveau Paris, une ville parallèle au Paris existant, afin de désengorger Paris et son agglomération.
En mars 1967, le philosophe Michel Foucault,  encore jeune (41 ans), prononce une conférence au Cercle d'études architecturales, intitulée « Des espaces autres », où il développe la notion d'hétérotopies.

## Publications
- Cahiers du Cercle d'études architecturales
- Charte de l'habitat
- Auguste Perret, Contribution à une théorie de l'architecture

## Présidents
| Début                                    | Fin  | Identité       |
| ---------------------------------------- | ---- | -------------- |
| 1951                                     |      | Auguste Perret |
| 1961                                     | 1971 | Jean Dubuisson |
| 1971                                     | 1977 | Jean Prouvé    |
| Les données manquantes sont à compléter. |      |                |